# 小池和彦
小池 和彦（こいけ かずひこ、1955年 - ）は、日本の医学者、博士（医学）。専門は内科学、消化器病学、肝臓学。東京大学大学院医学系研究科教授、一般社団法人日本内科学会理事長、一般社団法人日本肝臓学会理事長、一般財団法人日本消化器病学会理事長等を歴任。
肝臓病、消化器病の診療と研究に携わり、その研究業績は国際的に高い評価を受けている。特に、(1) B型肝炎における肝発癌機序の解明と治療、(2) C型肝炎における肝発癌機序の解明と治療、(3) C型肝炎の代謝性疾患としての同定と病態解明・治療、(4) 非B非C型肝癌、NASH（非アルコール性脂肪肝炎）の成因・病態の解明と治療に貢献した。
2010年より日本肝臓学会理事長（2018年まで）[2]、2013年より日本内科学会理事長（2016年まで）[3]、2019年より日本消化器病学会理事長（2023年まで）[4]、2023年より日本消化器関連学会機構（JDDW）理事長[5]を務める。

## 略歴
- 1971年 - 新潟市立関屋中学校卒業
- 1974年 - 東京学芸大学附属高等学校卒業
- 1980年 - 東京大学医学部医学科卒業、東京大学医学部附属病院内科研修医
- 1981年 - 小平記念東京日立病院内科医員
- 1983年 - 東京大学医学部第一内科医員
- 1984年 - 国立予防衛生研究所（現国立感染症研究所）腸内ウイルス部研究生
- 1986年 - アメリカ国立衛生研究所分子ウイルス部客員研究員
- 1988年 - アメリカ赤十字ホランド研究所ウイルス部客員研究員
- 1989年 - 東京大学医学部一内科医員
- 1991年 - 東京大学医学部一内科助手
- 1997年 - 東京大学医学部第一内科講師
- 1998年 - 東京大学大学院医学系研究科生体防御感染症学助教授
- 2004年 - 東京大学大学院医学系研究科感染制御学・生体防御感染症学教授
- 2009年 - 東京大学大学院医学系研究科消化器内科学教授（配置変）
- 2010年 - 一般社団法人日本肝臓学会理事長（併任）（2018年まで）
- 2013年 - 一般社団法人日本内科学会理事長（併任）（2016年まで）
- 2015年 - 一般社団法人日本医学会連合理事・日本医学会幹事（併任）
- 2017年 - 東京大学保健・健康推進本部長（併任）（2021年まで）
- 2019年 - 一般財団法人日本消化器病学会理事長（併任）（2023年まで）
- 2021年 - 公立学校共済組合関東中央病院病院長（東京大学を定年退職）
- 2023年 - 一般社団法人日本消化器関連学会機構（JDDW）理事長（併任）

## 受賞歴
- 1999年度 - 日本肝臓学会賞（織田賞）「C型肝炎ウイルスによる肝発癌機序の解明」[2]
- 2000年 - ベルツ賞2等賞「感染症の分子基盤」[3]
- 2018年 - 日本消化器病学会学術賞「肝炎から肝癌に至る病態の解明」[4]
- 2020年 - 日本医師会医学賞「肝炎から肝癌に至る病態の解明と臨床応用」[5]

## 著作
主な編著書は以下の通り。
- ウイルス性肝炎の治療とケア　医学芸術社 2004
- 人体の構造と機能及び疾病の成り立ち　南江堂 2005
- 肝炎のインターフェロン治療 up to date　日本メディカルセンター 2008年
- C型肝炎とNASH　NASH診療 Best Approach　中外医学社2008年
- C型肝炎におけるミトコンドリアシャペロン機能阻害を介した酸化ストレス過剰産生：HCVによる新しい病原性発現機序　第27回犬山シンポジウム記録集 2009年
- HAV/HBV/HCVの重複感染　HIV感染症とAIDS　最新医学社 2010年
- ウイルス性肝炎（A型、B型、C型、その他）　感染症専門医テキスト　日本感染症学会編　南江堂 2011年
- 臨床消化器内科マニュアル　南江堂　2011年
- 胆膵内視鏡治療　監修　羊土社　2012年
- 消化器疾患の診断基準、病型分類、重症度の用い方.　日本メディカルセンター　2012年
- 肝炎ウイルス　カラー版消化器病学　西村書店 2013年
- 肝臓専門医テキスト　刊行にあたって.　日本肝臓学会編　南江堂 2013年
- 慢性肝炎、肝硬変の診療ガイド　日本肝臓学会編　文光堂 2013年
- 動画で身につく肝疾患の基本手技　監修　羊土社 2013年
- C型肝炎：ウイルス発見から25年で見えてきた疾患のしくみ　臨床消化器内科　2014年
- 肝臓医のキモ　日本メディカルセンター 2014年
- 肝臓と糖尿病の相関　医学のあゆみ 2014年
- 消化器診療　30年と今後の展望　臨床消化器内科 2014年
- 肥満とC型肝炎　肥満と消化器疾患（第２版）　金原出版 2015年
- 消化器疾患　最新の治療2015-2016.　南江堂　2015年
- ウイルス肝炎のすべて 医学のあゆみ　医歯薬出版社 2017
- 国民病である肝炎・肝癌の病態解明と克服への歩み　日本内科学会雑誌　2017年
- B型肝炎治療MEBIO　2018年
- NASH2018　臨床消化器内科　2018年
- ガイドラインに基づいた肝癌治療　臨床消化器内科　2018年
- 消化器疾患 最新の治療2019-2020　南江堂　2019年
- 消化器疾患　最新の治療　小池和彦、山本博徳、瀬戸泰之　編.　南江堂　2019年
- 症例に基づいた肝炎・肝癌の病態解明と克服のための戦い　日本消化器病学会雑誌　2019年